# Куасо ал Монте
Куа̀со ал Мо̀нте (на италиански: Cuasso al Monte; на ломбардски: Cuàs ar Munt, Куас ар Мунт) е малко градче и община в Северна Италия, провинция Варезе, регион Ломбардия. Разположено е на 537 m надморска височина. Населението на общината е 3539 души (към 2017 г.).